# Seznam medailistů na halovém mistrovství Československa a Česka mužů a žen ve víceboji
Toto je seznam medailistů na mistrovství Československé a České republiky ve víceboji.

## Muži

### Osmiboj
| Rok          | Místo              | Zlato            | Výkon vítěze       | Stříbro          | Bronz            |
| ------------ | ------------------ | ---------------- | ------------------ | ---------------- | ---------------- |
| HM ČSSR 1987 | Jablonec nad Nisou | Věroslav Valenta | 6370 bodů Rek. HMR | Petr Müller      | Radek Bartakovič |
| HM ČSSR 1988 | Jablonec nad Nisou | Věroslav Valenta | 6247 bodů          | Radek Bartakovič | Petr Müller      |
| HM ČSSR 1989 | Jablonec nad Nisou | Lubomír Matoušek | 5956 bodů          | Petr Müller      | Petr Horn        |

### Sedmiboj
| Rok          | Místo              | Zlato                   | Výkon vítěze       | Stříbro                 | Bronz             |
| ------------ | ------------------ | ----------------------- | ------------------ | ----------------------- | ----------------- |
| HM ČSSR 1990 | Praha              | Lubomír Matoušek        | 5417 bodů          | Petr Müller             | Pavel Knob        |
| HM ČSFR 1991 | Praha              | nebyl na programu       | xxx                | nebyl na programu       | nebyl na programu |
| HM ČSFR 1992 | Praha              | Viktor Zbožínek         | 5026 bodů          | Robert Jaššo            | Kamil Kupčík      |
| HMR 1993     | Praha              | Tomáš Dvořák            | 5707 bodů          | Peter Sóldos            | Kamil Damašek     |
| HMR 1994     | Jablonec nad Nisou | Kamil Damašek           | 5618 bodů          | Jan Poděbradský         | Dalibor Špoták    |
| HMR 1995     | Praha              | Jan Poděbradský         | 5876 bodů          | Kamil Damašek           | Aleš Hončl        |
| HMR 1996     | Praha              | Roman Šebrle            | 5892 bodů          | Peter Sóldos            | Martin Jelínek    |
| HMR 1997     | Praha              | Tomáš Dvořák            | 6211 bodů Rek. HMR | Kamil Damašek           | Roman Šebrle      |
| HMR 1998     | Praha              | Roman Šebrle            | 6132 bodů          | Tomáš Dvořák            | Jiří Ryba         |
| HMR 1999     | Praha              | Kamil Damašek           | 5999 bodů          | Jiří Ryba               | Tomáš Komenda     |
| HMR 2000     | Praha              | Tomáš Komenda           | 5810 bodů          | Jiří Ryba               | Aleš Pastrňák     |
| HMR 2001     | Praha              | Aleš Pastrňák           | 5422 bodů          | Michal Žižka            | Tomáš Petříček    |
| HMR 2002     | Praha              | Jan Poděbradský         | 5928 bodů          | Tomáš Komenda           | Milan Kohout      |
| HMR 2003     | Bratislava         | Pavel Havlíček          | 5503 bodů          | Vít Zákoucký            | Lukáš Klíma       |
| HMR 2004     | Praha              | Pavel Havlíček          | 5614 bodů          | Aleš Hončl              | Vít Zákoucký      |
| HMR 2005     | Praha              | Aleš Hončl              | 5574 bodů          | Jakub Chomát            | Milan Kohout      |
| HMR 2006     | Praha              | Milan Kohout            | 5525 bodů          | Dominik Špiláček        | Jakub Chomát      |
| HMR 2007     | Praha              | Josef Karas             | 5753 bodů          | Dominik Špiláček        | David Sazima      |
| HMR 2008     | Praha              | David Sazima            | 5443 bodů          | Antonín Vácha           | Tomáš Nešvera     |
| HMR 2009     | Praha              | Adam Nejedlý            | 5604 bodů          | František Staněk        | David Sazima      |
| HMR 2010     | Praha              | Pavel Baar              | 5580 bodů          | Adam Nejedlý            | Jaroslav Hedvičák |
| HMR 2011     | Praha              | Roman Šebrle            | 6117 bodů          | Adam Sebastian Helcelet | František Staněk  |
| HMR 2012     | Praha              | Roman Šebrle            | 6105 bodů          | Adam Sebastian Helcelet | Jaroslav Hedvičák |
| HMR 2013     | Praha              | Adam Sebastian Helcelet | 6040 bodů          | Marek Lukáš             | Adam Nejedlý      |
| HMR 2014     | Praha              | Marek Lukáš             | 5748 bodů          | Pavel Baar              | Kajetán Čásenský  |
| HMR 2015     | Praha              | Adam Sebastian Helcelet | 6164 bodů          | Marek Lukáš             | Jan Doležal       |
| HMR 2016     | Ostrava            | Adam Sebastian Helcelet | 5965 bodů          | Marek Lukáš             | David Hájek       |
| HMR 2017     | Praha              | Adam Sebastian Helcelet | 6188 bodů          | Jiří Sýkora             | Marek Lukáš       |
| HMR 2018     | Praha              | Jan Doležal             | 6021 bodů          | Adam Sebastian Helcelet | Marek Lukáš       |
| HMR 2019     | Ostrava            | Jiří Sýkora             | 6006 bodů          | Jan Doležal             | Marek Lukáš       |
| HMR 2020     | Ostrava            | Ondřej Kopecký          | 5889 bodů          | Adam Sebastian Helcelet | Radoš Rykl        |
| HMR 2021     | Ostrava            | Adam Sebastian Helcelet | 5913 bodů          | Ondřej Kopecký          | František Doubek  |
| HMR 2022     | Ostrava            | Jiří Sýkora             | 6020 bodů          | František Doubek        | Tomáš Pulíček     |
| HMR 2023     | Ostrava            | Ondřej Kopecký          | 6024 bodů          | Vilém Stráský           | Matyáš Franěk     |
| HMR 2024     | Ostrava            |                         |                    |                         |                   |
| HMR 2025     | Ostrava            |                         |                    |                         |                   |

## Ženy

### Halový pětiboj
| Rok          | Místo              | Zlato                | Výkon vítěze       | Stříbro               | Bronz                 |
| ------------ | ------------------ | -------------------- | ------------------ | --------------------- | --------------------- |
| HM ČSSR 1987 | Jablonec nad Nisou | Michaela Mohaplová   | 3703 bodů          | Martina Blažková      | Lucie Suchá           |
| HM ČSSR 1988 | Jablonec nad Nisou | Jana Vyštejnová      | 4019 bodů          | Renata Staňová        | Martina Blažková      |
| HM ČSSR 1989 | Jablonec nad Nisou | Marcela Podracká     | 4146 bodů          | Jana Schreibmaierová  | Dagmar Vávrů          |
| HM ČSSR 1990 | Praha              | Marcela Podracká     | 4306 bodů          | Martina Blažková      | Lenka Juráňová        |
| HM ČSFR 1991 | Praha              | nebyl na programu    | xxx                | nebyl na programu     | nebyl na programu     |
| HM ČSFR 1992 | Praha              | Marcela Podracká     | 4276 bodů          | Šárka Kašpárková      | Helena Vinařová       |
| HMR 1993     | Praha              | Jana Švarná          | 3819 bodů          | Zuzana Machotková     | Dana Jandová          |
| HMR 1994     | Jablonec nad Nisou | Dagmar Urbánková     | 4174 bodů          | Alice Matějková       | Petra Šebelková       |
| HMR 1995     | Praha              | Dagmar Urbánková     | 4301 bodů          | Kateřina Nekolná      | Renata Staňová        |
| HMR 1996     | Praha              | Jana Klečková        | 3960 bodů          | Petra Šebelková       | Šárka Mládková        |
| HMR 1997     | Praha              | Kateřina Nekolná     | 4195 bodů          | Jana Klečková         | Petra Šebelková       |
| HMR 1998     | Praha              | Helena Vinařová      | 4297 bodů          | Jana Klečková         | Michaela Hejnová      |
| HMR 1999     | Praha              | Jana Klečková        | 4200 bodů          | Šárka Beránková       | Hana Doleželová       |
| HMR 2000     | Praha              | Jana Klečková        | 4275 bodů          | Kateřina Nekolná      | Michaela Hejnová      |
| HMR 2001     | Praha              | Jana Klečková        | 4248 bodů          | Kateřina Nekolná      | Hana Doleželová       |
| HMR 2002     | Praha              | Jana Klečková        | 4309 bodů          | Jana Korešová         | Pavla Fabianová       |
| HMR 2003     | Bratislava         | Jana Klečková        | 4153 bodů          | Petra Šindelářová     | Jana Jelínková        |
| HMR 2004     | Praha              | Petra Šindelářová    | 3890 bodů          | Renata Horáková       | Natálie Fričová       |
| HMR 2005     | Praha              | Lucie Kostnerová     | 3855 bodů          | Petra Šindelářová     | Hana Kavínová         |
| HMR 2006     | Praha              | Jana Korešová        | 3977 bodů          | Lucie Kostnerová      | Marie Burešová        |
| HMR 2007     | Praha              | Zuzana Hejnová       | 4146 bodů          | Michaela Hejnová      | Kateřina Konvalinková |
| HMR 2008     | Praha              | Jana Korešová        | 4321 bodů          | Eliška Klučinová      | Kateřina Konvalinková |
| HMR 2009     | Praha              | Jana Korešová        | 4202 bodů          | Kateřina Konvalinková | Eliška Klučinová      |
| HMR 2010     | Praha              | Jana Korešová        | 4269 bodů          | Eliška Klučinová      | Hana Kavínová         |
| HMR 2011     | Praha              | Eliška Klučinová     | 4291 bodů          | Jitka Moudrá          | Kateřina Vodová       |
| HMR 2012     | Praha              | Jana Korešová        | 4184 bodů          | Nela Severová         | Aneta Komrsková       |
| HMR 2013     | Praha              | Eliška Klučinová     | 4256 bodů          | Alena Galertová       | Kateřina Cachová      |
| HMR 2014     | Praha              | Nela Severová        | 4103 bodů          | Pavlína Březinová     | Alexandra Mužíková    |
| HMR 2015     | Praha              | Kateřina Cachová     | 4386 bodů          | Lucia Mokrášová       | Michaela Broumová     |
| HMR 2016     | Ostrava            | Kateřina Cachová     | 5965 bodů Rek. HMR | Michaela Broumová     | Michaela Svojanovská  |
| HMR 2017     | Praha              | Lucia Slaníčková     | 4217 bodů          | Kateřina Dvořáková    | Denisa Majerová       |
| HMR 2018     | Praha              | Eliška Klučinová     | 4663 bodů          | Kateřina Cachová      | Kateřina Dvořáková    |
| HMR 2019     | Ostrava            | Eliška Klučinová     | 4662 bodů          | Kateřina Dvořáková    | Barbora Dvořáková     |
| HMR 2020     | Ostrava            | Kateřina Dvořáková   | 4147 bodů          | Barbora Zatloukalová  | Denisa Majerová       |
| HMR 2021     | Ostrava            | Dorota Skřivanová    | 4238 bodů          | Kateřina Dvořáková    | Anna Kerbachová       |
| HMR 2022     | Ostrava            | Dorota Skřivanová    | 4560 bodů          | Tereza Elena Šínová   | Barbora Zatloukalová  |
| HMR 2023     | Ostrava            | Barbora Zatloukalová | 4074 bodů          | Veronika Nedvědová    | Natálie Olivová       |
| HMR 2024     | Ostrava            |                      |                    |                       |                       |
| HMR 2025     | Ostrava            |                      |                    |                       |                       |